# Giuseppe Pera
Giuseppe Pera (Lucca, 9 dicembre 1928 – Lucca, 1º settembre 2007) è stato un giurista italiano, professore emerito all'Università di Pisa.
Viene ritenuto uno dei padri fondatori del diritto del lavoro dell'epoca repubblicana, assieme a Gino Giugni. Nel corso della sua lunga vita professionale è stato anche magistrato, avvocato, direttore di riviste giuslavoristiche e uomo politico.
Era padre della scrittrice Pia Pera.

## Biografia
Nasce a Lucca il 9 dicembre 1928, trasferendosi sin da piccolo a San Cassiano di Controne, nei pressi di Bagni di Lucca, dove aiuta i genitori agricoltori nel lavoro dei campi.
Frequenta il ginnasio presso il Liceo Classico di Livorno, e consegue nel 1947 la maturità presso il Liceo Classico "Niccolò Machiavelli" di Lucca.
Si laurea in Giurisprudenza nel 1952 all'Università di Pisa con la professoressa Luisa Riva Sanseverino, discutendo una tesi comparativa sulla situazione sindacale di diversi Paesi, e la relativa evoluzione.
Diventa assistente straordinario in diritto del lavoro per due anni presso la medesima cattedra; tra i suoi maestri anche Virgilio Andrioli.

### Attività politica e giornalistica
Nel 1945 alla fine della guerra frequenta il Partito d'Azione, collaborando con il locale Comitato di Liberazione Nazionale, salvo poi avvicinarsi al Partito socialista italiano durante le elezioni del 1948, dal quale verrà poi espulso nel 1952 a causa delle sue posizioni antistaliniste.
Durante lo stesso periodo collabora, dietro lo pseudonimo di Arturo Andrei, con le riviste «Critica Sociale», «Risorgimento Socialista», «Il Ponte» ed «Il Mulino».
Nel 1953 è tra i fondatori dell'Unione Socialista Indipendente (detta anche magnacucchi dal cognome dei due deputati transfughi dal Partito comunista che ne gettarono le basi).

### Magistrato
Nel 1955 vince il concorso in magistratura, e prende servizio per il periodo di tirocinio presso il tribunale di Firenze (dove tra l'altro partecipò al processo Moranino), per poi prendere servizio sino al 1962 presso la Pretura di San Miniato e in ultimo presso il tribunale di Lucca.

### Attività accademica
Nel 1964 lascia la toga per tornare all'Università con la Prof.ssa Riva Sanseverino, in veste di assistente ordinario, per diventare poi nel 1966 professore ordinario presso la stessa cattedra di diritto del lavoro di cui resterà titolare sino al 2001, quando abbandonerà l'attività accademica per motivi di salute.
Dal 1966 al 1975, e poi dal 1979 al 1988 è membro del Direttivo e Segretario dell'Associazione italiana di diritto del lavoro e della sicurezza sociale (AIDLASS).
Dal 1985 è direttore della Rivista italiana di diritto del lavoro (RIDL).

### Attività forense
Nel corso degli anni settanta intraprende la carriera forense: nel 1979 accetta la difesa della Fiat nel giudizio conseguente al licenziamento di 61 lavoratori accusati di contiguità con il terrorismo. In relazione al pericolo corso (quindici giorni prima del licenziamento i terroristi di Prima Linea avevano ucciso l'ingegner Carlo Ghiglieno, e gambizzato il dirigente Cesare Varetto, entrambi dipendenti Fiat), il professore liquidò la questione dicendo «Se proprio mi devono colpire, mi sparino stecchito».

### Altri incarichi
Dal 1983 entra nel consiglio di amministrazione della Cassa di risparmio di Lucca, carica che deterrà sino al 2002.

## Ruolo nella storia delle relazioni sindacali in Italia
Il lavoro, la contrattualistica, e le relazioni industriali rappresentano l'oggetto principale della sua attività scientifica. In particolare si distinse nell'opera di rinnovamento dottrinale della materia, favorendo l'eliminazione delle incrostazioni proprie del periodo corporativo che residuarono nell'ordinamento giuslavoristico sino agli anni sessanta.
A metà degli anni '70 partecipa alla stesura del contratto collettivo di categoria dei metalmeccanici.
Coerente con la sua opposizione agli estremismi, invitò nel 1982 Luciano Lama (segretario della Cgil che nel 1977 fu cacciato dagli autonomi dall'Università "La Sapienza" di Roma), in qualità di professore a contratto presso la sua cattedra a Pisa, a tenere un corso di storia sindacale.
Tra i suoi allievi: Oronzo Mazzotta, Riccardo Del Punta, Michele Mariani, Riccardo Diamanti e Vincenzo Antonio Poso; ed anche Ilaria Milianti, Michele Palla, Andrea Pardini, Paola Ghinoy, Rita Mancuso, Luigi Nannipieri e Giulia Conte. Allievo "ideale" è anche Pietro Ichino, che è stato uno degli ultimi allievi della Prof.ssa Luisa Riva Sanseverino, maestra di Giuseppe Pera.

## Scritti
- Giuseppe Pera Problemi costituzionali del diritto sindacale italiano, Feltrinelli, Milano, 1960
- Giuseppe Pera Assunzioni obbligatorie e contratto di lavoro, Giuffrè, Milano, 1965 (ristampa 1970 con appendice)
- Giuseppe Pera Serrata e diritto di sciopero, Giuffrè, Milano, 1969
- Cecilia Assanti, Giuseppe Pera Commento allo statuto dei diritti dei lavoratori, Cedam, Padova, 1972
- Giuseppe Pera La cessazione del rapporto di lavoro, in Enciclopedia giuridica del lavoro, vol. V, Cedam, Padova, 1980
- Paolo Battistuzzi, Giuseppe Pera, Alfredo Tridenti Le riforme da riformare, Edumond Le Monnier, Collana Fondazione Einaudi, Roma, 1984
- Giuseppe Pera Diritto del lavoro, Cedam, Padova, 1980 (ed. successive: 1984, 1991, 1996, 1999, 2003)
- Giuseppe Pera Le rinunce e le transazioni del lavoratore. Art. 21-13, in P. Schlesinger (a cura di), Il Codice civile commentato, Giuffrè, Milano, 1990
- Giuseppe Pera Diritto del lavoro, Giuffrè, Milano, 1990
- Giuseppe Pera Materiali di diritto del lavoro, Giappichelli, Torino, 1992
- Giuseppe Pera Compendio di diritto del lavoro, Giuffrè, Milano, 1992 (ed. successive: 1996, 1997, 2000, 2003)
- Giuseppe Pera I licenziamenti collettivi, in Giustizia Civile, 1992, II, 207 ss
- Giuseppe Pera Le novità nella disciplina dei licenziamenti, Cedam, Padova, 1993
- Giuseppe Pera Le novità nella disciplina dei licenziamenti, in Enciclopedia giuridica del lavoro, vol. V.II, Cedam, Padova, 1993
- Giuseppe Pera I licenziamenti collettivi, in Maurizio Cinelli (a cura di), Il fattore occupazionale nelle crisi di impresa, Giappichelli, Torino, 1993, pagg. 85 e ss.
- Mario Grandi, Giuseppe Pera Commentario breve alle leggi sul lavoro, Cedam, Padova, 1996 (ed. successive: 2001, 2002, 2005)
- Giuseppe Pera, Vincenzo Poso Codice del lavoro. La disciplina del rapporto di lavoro. Aggiornato al 2 maggio 1997, Giuffrè, Milano, 1997 (ed. successive: 1999, 2001)
- Giuseppe Pera Introduzione al diritto del lavoro italiano, Cedam, Padova, 2002
- Marco Papaleoni, G. Pera Diritto del lavoro, Cedam, Padova, 2003
- Giuseppe Pera Un mestiere difficile. Il magistrato, Giuffrè, Milano, 2003
- Giuseppe Pera Noterelle. Diario di un ventennio, Giuffrè, Milano, 2004

### Articoli pubblicati con Il Mulino
- ottobre 1953, numero 10: I problemi della democrazia socialista nell'esperienza dei comunisti jugoslavi pagg. 477-495;
- novembre 1954, numero 11: Vecchi schemi e realtà nuove (a proposito di una storia del Pci) pagg. 670-689;
- gennaio-febbraio 1959, numero 1: I problemi della magistratura italiana pagg. 43-92;
- maggio-giugno 1959, numero 3: Piero Calamandrei pagg. 594-598;
- gennaio-febbraio 1960, numero 1: L'Assicurazione sociale di malattia pagg. 170-173;
- settembre-ottobre 1960, numero 5: Cronache della Magistratura pagg. 229-260;
- maggio 1965, numero 5: Del "Vicario" e del centro sinistra pagg. 473-477;
- settembre 1969, numero 9: Gnanca par testimon... pagg. 868-876;
- settembre-ottobre 1970, numero 5: Populismo e riforme, articolo scritto da Ludovico Garruccio, Antonio Quagliani, Giuseppe Pera, Carlo Doglio, Nicola Matteucci pagg. 205-238;
- maggio-giugno 1972, numero 3: Fascismo e no nella redazione del codice di procedura pagg. 580-583;
- luglio-agosto 1972, numero 4: Il monopolio radiotelevisivo e la società italiana, articolo scritto da Francesco Alberoni, Giorgio Galli, Sergio Maldini, Ettore Passerin d'Entrèves, Giuseppe Pera, Gianluigi Degli Esposti, Arrigo Levi, Luigi Pedrazzi pagg. 680-709;
- novembre-dicembre 1974, numero 6: Sull'avvenire della contrattazione collettiva pagg. 974-979;
- gennaio-febbraio 1990, numero 1: Noi Magnacucchi. Una testimonianza pagg. 143-148.